# Hendrik VI van Silezië
Hendrik VI van Silezië bijgenaamd de Goede (18 maart 1294 - 24 november 1335) was van 1296 tot 1335 hertog van Breslau en van 1296 tot 1311 hertog van Liegnitz en hertog van Brieg. Hij behoorde tot de Silezische tak van het huis Piasten.

## Levensloop
Hendrik VI was de tweede zoon van hertog Hendrik V van Silezië en Elisabeth van Groot-Polen, dochter van hertog Bolesław de Vrome. Na de vroege dood van zijn vader in 1296 volgde hij hem samen met zijn oudere broer Bolesław III en zijn jongere broer Wladislaus op als hertog van Breslau, Liegnitz en Brieg. Omdat de drie broers nog minderjarig waren, werd hun oom, hertog Bolko I van Schweidnitz, regent. Toen Bolko I in 1301 overleed, werd hij als regent opgevolgd door koning Wenceslaus II van Bohemen. 
Nadat ook koning Wenceslaus II in 1305 was overleden, werd zijn oudere broer Bolesław III volwassen verklaard. Deze regeerde voorlopig samen met de bisschop van Breslau, Hendrik van Würben, die het regentschap voor Hendrik VI en Wladislaus op zich nam. In 1311, toen Hendrik en Wladislaus ook volwassen werden verklaard, verdeelden de broers de erfenis van hun vader onderling. Hendrik mocht het hertogdom Breslau met de districten Breslau en Neumarkt behouden, terwijl Bolesław III het hertogdom Brieg en Wladislaus het hertogdom Liegnitz kreeg. Omdat het hertogdom Breslau hiermee nog verder verdeeld werd, moest Hendrik VI zijn broers een geldcompensatie geven. Al snel kwamen Hendrik VI en zijn broer Wladislaus echter in conflict met Bolesław, omdat die zijn macht wilde uitdeinen en daarom de erfenis van zijn broers wou verkleinen. Wladislaus moest in 1312 zelfs aftreden als hertog van Liegnitz ten voordele van Bolesław en van Hendrik verlangde hij een landomruiling, wat Hendrik VI echter weigerde.
Als trouwe aanhanger van het huis Habsburg ondernam Hendrik in 1314 een veldtocht tot aan de Rijn om de troonaanspraken van zijn schoonbroer, hertog Frederik de Schone van Oostenrijk, op het Heilige Roomse Rijk te verdedigen. Bij de conflicten om de erfenis van de in 1321 overleden hertog Bolesław van Oels verenigde Hendrik zich met diens broer Koenraad I, die hij uithuwelijkte aan zijn dochter Elisabeth. De alliantie kwam er op voorwaarde dat Koenraad I Oels als onderpand aan Hendrik VI schonk en Hendrik het levenslang vruchtgebruik voor Prausnitz en Trachenberg kreeg. In ruil moest Hendrik Koenraad bescherming bieden. Door de conflicten met zijn broer Bolesław lukte dit Hendrik echter niet. 
Op 20 april 1324 gaf Hendrik VI zijn regeringsgebied in leen aan Rooms-Duits koning Lodewijk IV van Beieren, de vroegere tegenstander van Frederik de Schone met wie Hendrik VI zich kort daarvoor verzoend had. Lodewijk beloofde hem daarop de vrouwelijke erfopvolging door zijn echtgenote en dochter mogelijk te maken, maar beschermde hem niet tegen de aanspraken van Hendriks broer Bolesław. Daarop sloot Hendrik in 1326 een bondgenootschap met de Duitse Orde, een bondgenootschap dat vooral tegen koning Wladislaus de Korte van Polen gericht was. De stad Breslau wilde van dit laatste bondgenootschap echter niets weten en dwong Hendrik VI om een bondgenootschap te sluiten met koning Jan de Blinde van Bohemen. Aan deze laatste droeg Hendrik op 6 april 1327 zijn hertogdom als leen over. Gelijktijdig benoemde Hendrik VI Jan de Blinde tot erfgenaam van zijn hertogdom als hij zonder mannelijke nakomelingen zou sterven. 
Omdat Hendrik zich net als de meeste andere hertogen van Silezië tegen de verhoging van de Sint-Pieterspenning verzette, werd hij in de periode 1319-1321 door de paus geëxcommuniceerd en werden zijn gebieden onder interdict geplaatst.
Tijdens zijn heerschappij werd Hendrik VI gul gesteund door de stad Breslau en schonk de burgerij van de stad als dank een hele reeks privileges. Drie maanden voor zijn dood werd in augustus 1335 het verdrag van Trentschin afgesloten, waarbij de Poolse koning definitief elke aanspraak van Polen op Silezië opgaf. Ook ging zijn hertogdom definitief in bezit van het koninkrijk Bohemen. Toen hij in november 1335 overleed zonder mannelijke nakomelingen, volgde koning Jan de Blinde hem op als hertog van Breslau, waardoor het hertogdom door het koninkrijk Bohemen geannexeerd werd. Hij was dus de laatste hertog van Breslau en werd in het clarissenklooster van de stad begraven.

## Huwelijk en nakomelingen
In 1310 huwde Hendrik VI met Anna van Habsburg (1280-1327), dochter van Rooms-Duits koning Albrecht I van Habsburg en weduwe van markgraaf Herman van Brandenburg. Ze kregen drie dochters:
- Elisabeth (1311-1328), huwde in 1322 met hertog Koenraad I van Oels
- Euphemia (1312-na 1384), huwde in 1325 met hertog Bolko II van Opole
- Margaretha (1313-1379), vanaf 1359 abdis in het clarissenklooster van Breslau